# Lago Ímandra
El lago Ímandra (del ruso:  Имандра), en finés: Imantero es un lago de Rusia situado en la península de Kola, en el óblast de Múrmansk. Su superficie es de alrededor de 876 km². Los contornos del lago describen una forma muy complicada. El lago Ímandra tiene más de 140 islas, siendo la más extensa es la isla de Erm, que tiene 26 km². El lago incluye tres partes principales conectadas por estrechos canales:
- el Gran Ímandra (БольшаяИмандра) o Jibínskaya Ímandra, al norte (superficie: 328 km², longitud: alrededor de 55 km, anchura: 3 a 5 km).
- Ekostrovskaya Ímandra, en el centro (superficie: 351 km²).
- Babinskaya Ímandra, al oeste (superficie: 133 km²).

Las aguas del lago vierten al golfo de Kandalakcha, en el mar Blanco a través del río Niva, un río costero de 36 km de longitud. El lago Imandra es conocido por la transparencia de sus aguas y su abundante pesca.
La ciudad de Monchegorsk, situada al noroeste del lago, es una ciudad industrial y un centro de deportes de invierno. En verano, numerosos residentes practican la navegación de recreo en el lago, mientras que en invierno el lago helado atrae a los aficionados a los paseos en esquís. Apatity está situada cerca de la orilla oriental del lago y Poliarnie Zori se encuentra sobre el Niva, a algunos kilómetros al sur del lago. En las orillas del sur del lago se encuentra la Central nuclear de Kola.

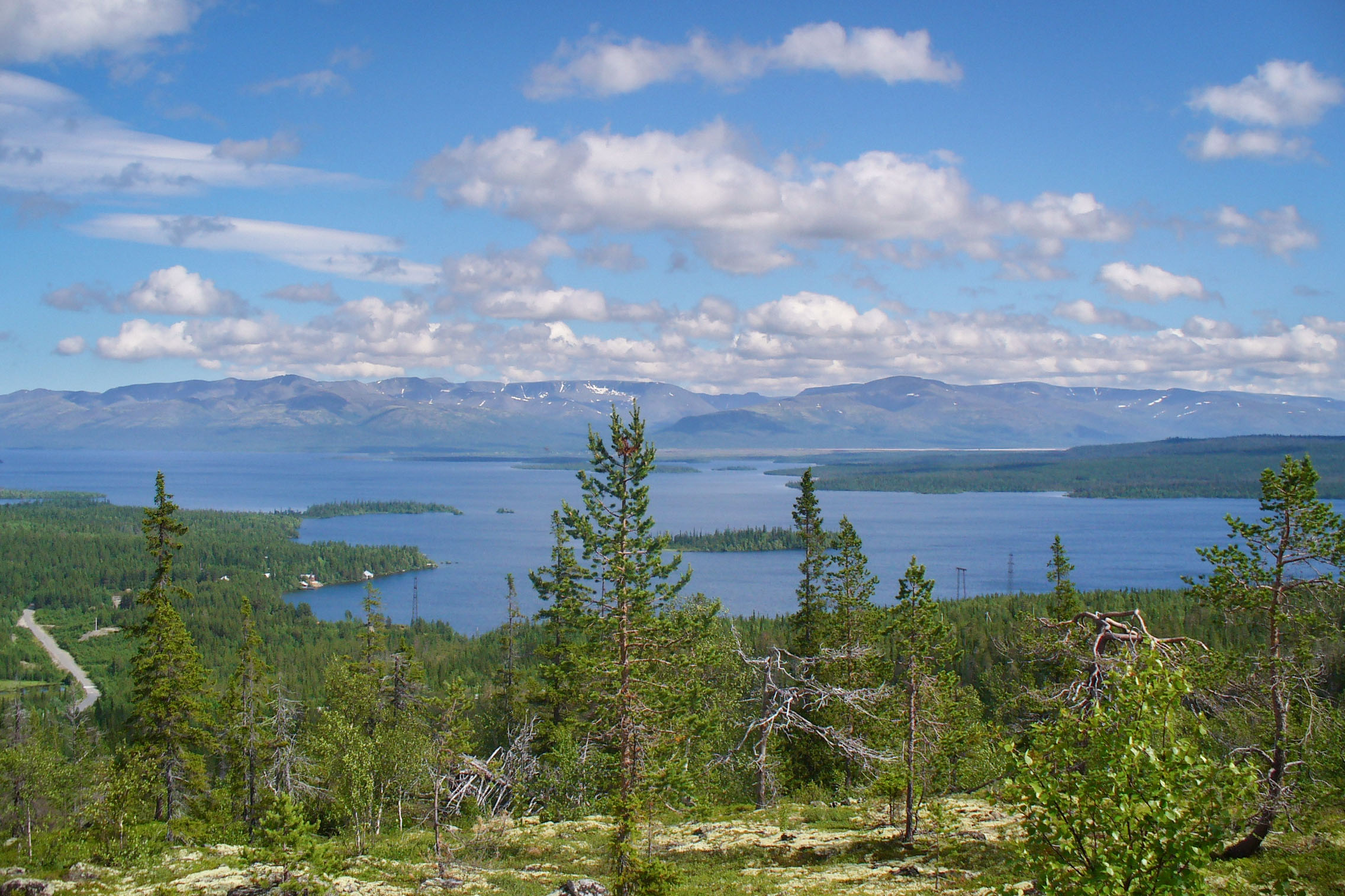
Vista del lago y las montañas Khibiny.

- Datos: Q265997
- Multimedia: Lake Imandra / Q265997